# The Bounty Hunter
The Bounty Hunter (Exposados en España; El caza recompensas en Hispanoamérica), es una película estadounidense de 2010, dirigida por Andy Tennant, director de otras películas como Hitch. Está protagonizada por Gerard Butler y Jennifer Aniston.

## Sinopsis
Milo Boyd (Gerard Butler), un cazarrecompensas venido a menos, obtiene el trabajo de sus sueños al serle asignada la búsqueda de su exmujer, la periodista Nicole Hurley "Nic" (Jennifer Aniston), que se ha saltado su libertad condicional. Él piensa que el trabajo representará dinero fácil, pero cuando Nicole logra zafarse para seguir una pista sobre el encubrimiento de un asesinato, Milo se da cuenta de que entre él y Nicole nunca nada es sencillo.

## Reparto
- Jennifer Aniston es Nicole Hurley "Nic".
- Gerard Butler es Milo Boyd.
- Christine Baranski es Kitty Hurley.
- Jason Sudeikis es Stewart.
- Jeff Garlin es Sid.
- Peter Greene es Mahler.

## Lanzamiento

### Taquilla
El Bounty Hunter abrió en el número tres, detrás de Alicia en el país de las maravillas y Diary of a Wimpy Kid. Se recaudó $ 20,7 millones en su primer fin de semana. Como 5 de julio de 2010 se ha recaudado $67.061.228 en Norteamérica y $ 69.031.265 a nivel internacional para un total mundial de $136.333.522.

### Críticas
La película fue muy criticada. Revisión sitio web de la agregación Rotten Tomatoes le da una puntuación de 13% sobre la base de 143 comentarios. El consenso dado es Gerard Butler y Jennifer Aniston siguen siendo tan atractiva como siempre, pero el Bounty Hunter 'script de fórmula no sabe qué hacer con ellos -. O la atención del público" Metacritic le da un "generalmente desfavorable "puntuación del 22%, basado en la revisión de 31 críticos.
Roger Ebert dio a la película una media-a-estrella de cuatro, al comentar que "ni se permite Aniston ni de Butler a hablar más de oraciones eficaces para avanzar en la trama", y que está llena de "clichés de acción agotados." AO de Scott de The New York Times dio a la película una revisión completamente negativa y dijo que estaba clasificado PG-13 para la "insinuación sexual estúpida y la violencia estúpida." Kerry Lengel de The Arizona Republic dio a la película tres y medio estrellas de cinco: "a medida que pasan las películas fórmula, The Bounty Hunter es más agradable que la mayoría, incluso si los paquetes en tantos clichés como cualquiera." También elogia actuaciones de Aniston y Butler, pero es crítico de la trama "improbable"

### Elogios
La película fue nominada a cuatro Premios Razzie en 2011, incluyendo peor película, peor actor (Gerard Butler), Peor actriz (Jennifer Aniston) y peor pareja en pantalla (Aniston y Butler). No pudo "ganar" en ninguna de esas categorías.

### Avanzado
Hay un juego en línea con el mismo nombre Bounty Hunter en la serie Boxhead.